# امیل کورنیک
امیل کورنیک (فرانسوی: Émile Cornic‎; ۲۳ دسامبر ۱۸۹۴ – ۲۰ اوت ۱۹۶۴) شمشیرباز اهل فرانسه بود.
وی در مسابقات کشوری و بین‌المللی در مجموع برندهٔ ۱ مدال نقره شده‌است.